# Birmingham Phoenix
Die Birmingham Phoenix sind ein englisches Cricket-Franchise aus Birmingham, dass seit dem Jahr 2021 mit einem Männer- und Frauen-Team an The Hundred teilnimmt.

## Geschichte
Bei der Verkündung der Teams für The Hundred im Jahr 2019 wurde der Australier Andrew McDonald als Coach vorgestellt. Als assoziierte Counties wurden Warwickshire und Worcestershire bekanntgegeben. McDonald zog sich vor der ersten Saison 2021 auf Grund von Verpflichtungen mit dem australischen Nationalteam zurück, womit Daniel Vettori die Teamführung übernahm. Als Überseespieler wurde für die Männer Adam Milne verpflichtet. Als Kapitäne wurden zunächst Moeen Ali und Sophie Devine bestimmt. In der ersten Saison konnte dass Frauen-Team als dritter ins Halbfinale einziehen, wo man den Oval Invincibles unterlag. Bei den Männern konnte man als Gruppenerster direkt ins Finale einziehen, wo man den Southern Brave unterlag. In den folgenden beiden Jahren schieden die Teams jeweils in der Vorrunde aus. In der Saison 2024 konnte das Männerteam als zweiter der Vorrunde ins Halbfinale einziehen, wo man knapp gegen die Southern Brave unterlag.

## Abschneiden in The Hundred

### Frauen
Das Frauen-Team schnitt in The Hundred wie folgt ab:
| Jahr | Spiele | Siege | Niederlagen | No Result | Endplatzierung (Vorrunde) |
| ---- | ------ | ----- | ----------- | --------- | ------------------------- |
| 2021 | 8      | 4     | 4           | 0         | Halbfinale (3/8)          |
| 2022 | 6      | 3     | 3           | 0         | Vorrunde (6/8)            |
| 2023 | 8      | 0     | 7           | 1         | Vorrunde (8/8)            |
| 2024 | 8      | 3     | 4           | 1         | Vorrunde (7/8)            |

### Männer
Das Männer-Team schnitt in The Hundred wie folgt ab:
| Jahr | Spiele | Siege | Niederlagen | No Result | Endplatzierung (Vorrunde) |
| ---- | ------ | ----- | ----------- | --------- | ------------------------- |
| 2021 | 8      | 6     | 2           | 0         | Zweiter (1/8)             |
| 2022 | 8      | 5     | 3           | 0         | Vorrunde (4/8)            |
| 2023 | 8      | 2     | 4           | 2         | Vorrunde (6/8)            |
| 2024 | 8      | 6     | 2           | 0         | Halbfinale (2/8)          |